# جرالد استریکلند
جرالد استریکلند (انگلیسی: Gerald Strickland, 1st Baron Strickland; زاده ۲۴ مهٔ ۱۸۶۱ – درگذشته ۲۲ اوت ۱۹۴۰) سیاستمدار و وکیل دادگستری اهل مالت و بریتانیا بود. وی از ۹ اوت ۱۹۲۷ تا ۲۱ ژوئن ۱۹۳۲ نخست‌وزیر مالت بود.
جرالد استریکلند در ۲۲ اوت ۱۹۴۰، در سن ۷۹ سالگی درگذشت.